# Bylice (województwo zachodniopomorskie)
Bylice – wieś w Polsce położona w województwie zachodniopomorskim, w powiecie pyrzyckim, w gminie Przelewice.
W latach 1975–1998 miejscowość administracyjnie należała do województwa szczecińskiego.